# 視線誘導標

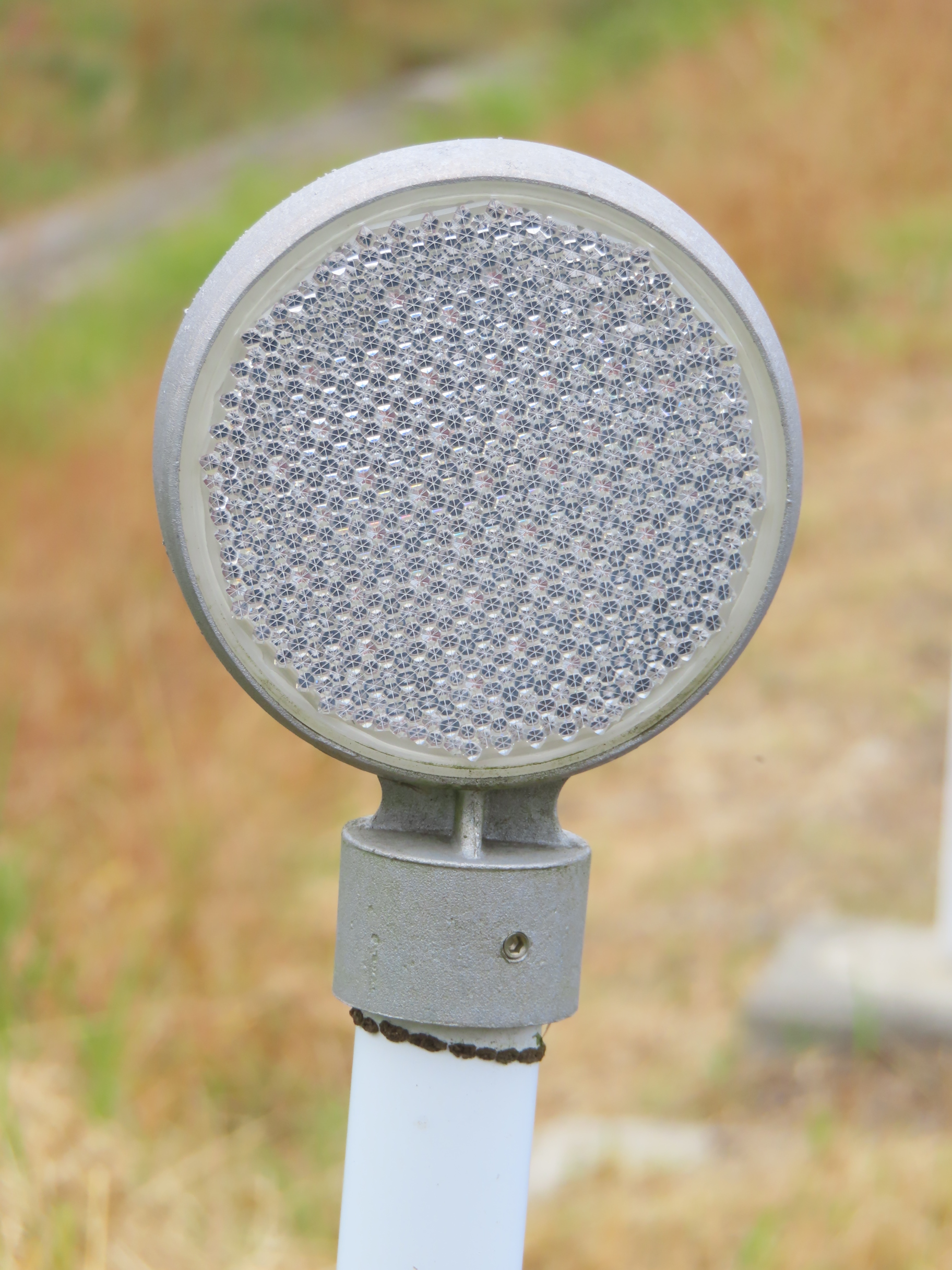
視線誘導標（白色）

視線誘導標（しせんゆうどうひょう）とは車道の側方に設置することで、路端や道路の線形等を明示するための施設である。デリネーター・デリニエーター（英：Delineator）とも呼ばれる。

## 概要
「視線誘導標設置基準」においては「視線誘導標とは車道の側方に沿って道路線形等を明示し、運転者の視線誘導を行う施設をいう」と定義されている。ドライバーは前照灯や区画線を走行時の目印として運転するが、夜間や霧、降雨、降雪時などには視程が十分でなくなる。その時に路側や道路線形を明示し、ドライバーの視線を適切に誘導するのが視線誘導標（デリネーター）である。視線誘導が良好であれば、ドライバーは道路状況を簡単に把握でき、感覚的疲労が少なくなり快適に運転できるため、交通安全に寄与する。

## 構造と材料
視線誘導標は以下の構造から成り立つ。
- 前照灯による光線を再帰反射する「反射体」。
- 反射体を裏面や周囲から保護して支柱に取り付けるための「反射体取り付け枠」。（以上、「反射体」と「反射体取り付け枠」を総称して「反射器」という）
- 所定の位置に反射器を取り付けるための「支柱」。

左側路側と右側路側で設置する場合には同一の支柱で両面に反射器が付いたタイプを用いる。
視線誘導標に一般的に使用されている材料は金属や合成樹脂があり、部材ごとによって異なるが、設置場所の状況などを考慮した選定が必要となる。材料として用いる鋼管や鋼板などには溶融亜鉛めっきなどの防錆処理が施されるが、ボルトやナットなどを表面処理する場合は溶融亜鉛めっきを原則として用いる。
国土交通省北陸地方整備局では循環型社会の実現に向けて樹脂製の視線誘導標にリサイクル原料を使用し、またリサイクルしやすくするために材料や構造の仕様を変更する取り組みが行われている。

### 反射体

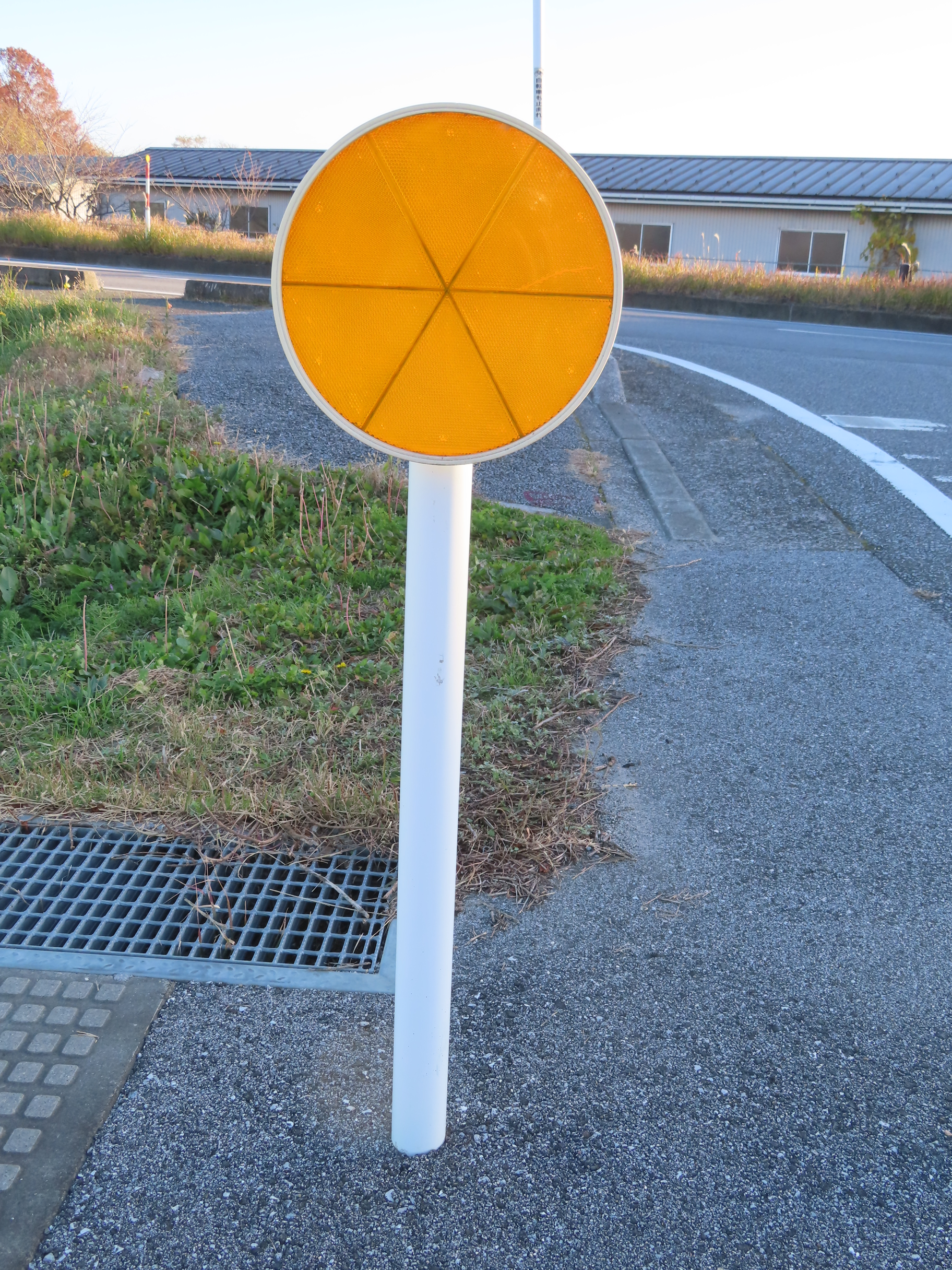
大型デリネーター

反射体は丸形で、直径70 - 100 mmが所定のサイズであり、取付孔を設けるため有効断面積が減少する場合はその分だけ内径を増す必要がある。使用する材料としてメタクリル樹脂やポリカーボネート樹脂が用いられる。ただし、事故時の飛散防止のため「ワイヤーロープ式防護柵用ゴム製視線誘導標」では軽量で弾性がある合成ゴムを用いて事故の二次被害を軽減している。反射体が大きいほど遠方からの視認性がよくなるため、交通量の多い道路、走行速度が高い道路、危険性が高い場所などでは大きな反射体にするのが望ましい。主に直径70 mm、80 mm、100 mmの反射体が用いられるが、速度が高い区間や交通量の多い区間では直径100 mmの反射体が望ましくなる。特に高速自動車国道やそれに準する自動車専用道路（以下、高速自動車国道等）では原則直径100 mmのものを用いる。それ以上の直径のものとなると「大型デリネーター」としての扱いとなり、直径300 mm以下のサイズの橙色した反射体で、障害物や急カーブなどの位置を明示することで事故防止や構造物保護に供している。
矩形は原則として用いないが、やむを得ず使用する場合は十分な面積を確保しなければならない。中央分離帯などを広い範囲（180°や360°など）から確認するための多角形タイプも存在する。
反射体の色彩は白色または橙色が用いられる。一般的には白色が用いられ、道路の右側や分離帯、または危険な区間を示す場合がある場合に「注意」の意味を示すために橙色が用いられる。高速自動車国道等では連続して設置することが原則であるため、特別な事情がある場合を除き左側路側は白色、中央分離帯や右側路側に設置する場合は橙色を徹底する。ただし、霧で見えなくなるのを防止するため、NEXCO西日本が管理する道路を中心に青色のものが増えている。「視線誘導標設置基準」におけるx,y座標による色度表示では以下の通り定義されている。
- 白色
  - {\displaystyle 0.31+0.25x\geqq y\geqq 0.28+0.25x}
  - {\displaystyle 0.50\geqq x\geqq 0.41}

- 橙色
  - {\displaystyle 0.44\geqq y\geqq 0.39}
  - {\displaystyle y\geqq 0.99-x}

このような色度範囲の規定は標準光（JIS Z 8720）で反射体材料を照射した場合に、反射光はこの範囲内になければならないことを示すものであり、反射体材料は色として純度の高いものが要求される。
また、反射性能は反射有効径70 mmの場合にJIS D 5500に規定する反射性試験装置による試験結果で次表の示す値以上でなければならない（単位：cd/10.76 lx）。
| 観測角 | 反射体の色 | 白色 | 白色 | 白色 | 橙色 | 橙色 | 橙色 |
| 観測角 | 入射角     | 0°   | 10°  | 20°  | 0°   | 10°  | 20°  |
| ------ | ---------- | ---- | ---- | ---- | ---- | ---- | ---- |
| 0.2°   | 0.2°       | 35   | 28   | 21   | 22   | 18   | 13   |
| 0.5°   | 0.5°       | 17   | 14   | 10   | 11   | 9    | 6    |
| 1.5°   | 1.5°       | 0.55 | 0.44 | 0.33 | 0.34 | 0.28 | 0.20 |

なお、上記の数値を国際的に採用されている単位系に換算すれば以下の数値となる（単位：cd/lx・m2）。
| 観測角 | 反射体の色 | 白色 | 白色 | 白色 | 橙色 | 橙色 | 橙色 |
| 観測角 | 入射角     | 0°   | 10°  | 20°  | 0°   | 10°  | 20°  |
| ------ | ---------- | ---- | ---- | ---- | ---- | ---- | ---- |
| 0.2°   | 0.2°       | 850  | 680  | 510  | 530  | 430  | 310  |
| 0.5°   | 0.5°       | 410  | 340  | 240  | 270  | 220  | 140  |
| 1.5°   | 1.5°       | 13   | 11   | 8    | 8    | 7    | 5    |

この値は現場に反射器を設置した場合に車両の排気ガスやゴミ、チリなどによって反射性能が時間が経過するにつれて低下することを考慮し、諸外国の基準値を参考に決定された値である。

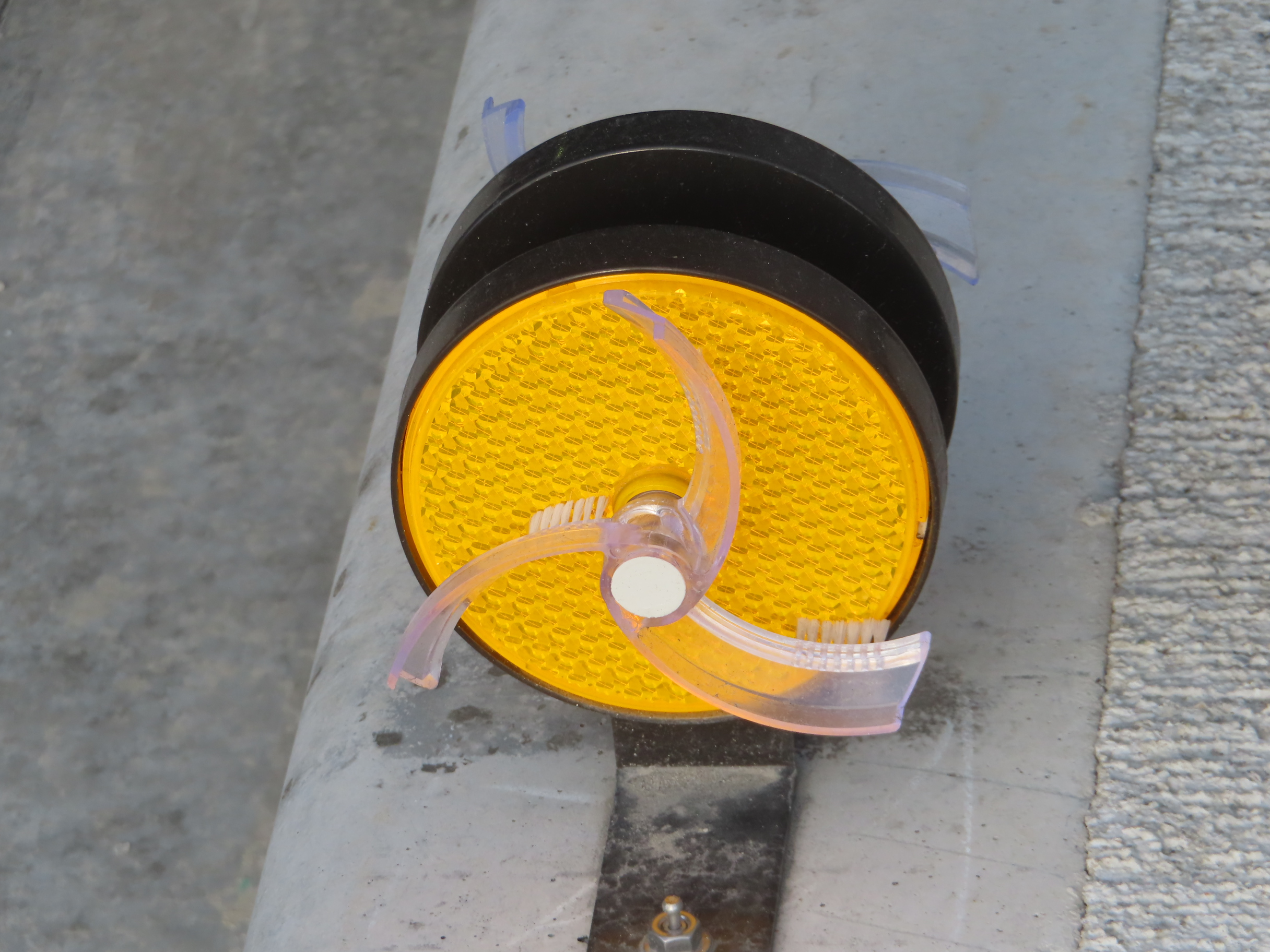
防塵視線誘導標

交通量の多い区間やトンネル内などで視線誘導標の反射性能低下を防ぐため、プロペラが風で回転し、プロペラに付属したブレードが反射体表面のほこりを取り除く構造を取ることがあり、こうした視線誘導標は「防塵視線誘導標」と呼ばれる。かつてはブレード部にブラシが取り付けられていたが、毛が損耗しやすいため、現在ではゴムが主流となっている。このゴム式の場合、抵抗を小さくするためプロペラの外側・真ん中・内側に分けてゴムが付けられている。
また、「視線誘導灯」や電源を用いて自発光する「発光式」（自発光式）の視線誘導標も見られ、安定した発光が期待できる商用電源タイプと、太陽光発電を用いるソーラータイプに分けられる。「視線誘導灯」は発光の方式で点滅型と点灯型に別れ、点滅型の中には1灯おきに点滅する交互点滅式がある。

### 取付枠
取付枠に用いられる材料は金属としてアルミニウム合金・鋼、合成樹脂としてはポリエチレン樹脂・ABS樹脂・FRP・ポリカーボネート樹脂が用いられる。

### 支柱
支柱は円筒形を標準とする。使用する材料は金属としてアルミニウム合金・鋼、合成樹脂としてポリエチレン樹脂・FRP・ポリカーボネート樹脂・塩化ビニル樹脂が用いられる。鋼を鋼管として用いる場合は一般構造用炭素鋼鋼管が用いられるが、亜鉛めっき塗装を施した鋼管にはショットブラストまたはリン酸塩処理を施すなどした密着性の良い塗装とするのが望ましい。一方で、被覆鋼管を支柱として使用する場合は、鋼管にショットブラストをかけ、接着剤を塗布し、流動浸積法により0.5 mm程度の厚みの塩化ビニル被覆層を作るか、鋼管に対して押出法で2.0 mm程度の厚みの内層黒色・外層白色をポリエチレン樹脂をつくるなどして表面処理して耐久性向上することが望ましい。既設の樹脂製の柱を切断し、間伐材で作った支柱を差し込むだけで施工できる「環境配慮型視線誘導標 差込式木製デリネーター」も開発されている。景観に配慮してダークブラウンなどの塗装を行う例も見られる。
歩行者等の接触程度の外力では傾斜や倒壊が生じないものが望ましいが、高速自動車国道等においては歩行者が接触することは考えられず、より低い強度のものであっても問題ない。
積雪地では必要に応じてスノーポールに添架される。また、防護柵などに設置する場合は、アルミニウム合金や鋼などで作られた取付材料を用いられる。この時用いられる金具としては「親子バンド」などがある。

## 設置計画

### 運転者からの見え方
視線誘導標設置基準のもとで設置された視線誘導標で見え方の試験をした場合、以下の傾向がみられた。
- 静止試験の結果、白色・橙色ともに走行ビーム（ハイビーム）で500 mから見え始め、300 mでよく見える一方で、すれ違いビーム（ロービーム）では200 mから見え始め100 mでよく見えた。
- 大型車と小型車の間では、連続設置の場合100 m以遠に設置されたものは見え方の差がなく、50 m以内については大型車の方が見え方が少し悪くなる。
- 走行試験では静止試験より見え方が悪くなり、静止試験の約8割の見え方しか走行試験では得られなかった（この試験では走行速度による差は明らかではない）。

### 設置区間
視線誘導標の設置にあたって設置検討を行う道路の構造や交通の状況から総合的に検討して、必要に応じて設置する。
一般道路では設置の目安としては「設計速度が50 km/h以上の区間」「車線数や車道幅員が変化する区間」「急カーブおよび急カーブに接続する区間」などが考えられるが、道路照明などの施設によって視線誘導が十分と考えられる区間では省略できる。なお、設計速度の50 km/hは道路運送車両の保安基準において、前照灯を下向きにした場合（ロービーム）に夜間前方40 mの距離にある交通上の障害物を確認できる性能を有さなければならない基準より、制動停止距離が40 mを超えてしまう50 km/hを基準としたものである。
高速自動車国道等では原則として全線に連続して視線誘導標を設けるが、道路照明施設がある場合は省略することができる。

### 設置方法
視線誘導標の設置場所は左側路側を原則とするが、必要に応じて中央分離帯や右側路側などにも設置する。曲線半径が特に小さい曲線部や車線数が変化する区間においては必要に応じて右側路側にも設置する。高速自動車国道等では本線左側路側だけではなく、中央分離帯や本線右側路側にも原則として設置する。高速自動車国道等では防護柵は溶融亜鉛めっきにより仕上げられたものが多く、中央分離帯の構造も縁石を用いないものが多くなり、視線誘導効果を十分に持たせるために右側設置も原則化としている。いずれも建築限界の外側直近に設置するものとする。また、設置角度は自動車の進行方向に対して直角に設けることを標準とし、曲線半径が小さい区間などで進行方向に対して直角では反射光が弱くなる場合は角度を調整することが望ましい。
一般道路では反射体の高さは路面から50 cm以上100 cm以下の範囲で、道路の区間ごとで変化する。設置高さはある程度低い方が反射性能が良くなり有利であるが、泥はねによる泥などが反射体に付着することで反射性能低下の原因となるため、低ければ維持管理上のネックになりやすい。一方で、高速自動車国道等では本線左側路側に設置する場合は路面から反射体中心まで120 cm、その他の場所では路面から反射体中心まで90 cmを標準とする。
高速自動車国道等の分合流部などの特殊部では注意を喚起する目的として、視線誘導標を縦または横に三眼配列して設置した「三眼視線誘導標」が設置されることがある。分流部では横に三眼、合流部では縦に三眼設置される。

### 設置間隔
設置間隔は道路の線形などに応じて変わるが、日本国内の一般道路では最大設置間隔は40 mで、高速自動車国道等では最大設置間隔は50 mとする。なお、1975年時点では西ドイツ・フランス・フィンランド・アイルランド・スイスで直線部での最大設置間隔として50 mを採用していて、アメリカは60 - 160 m、オランダは40 m、ベルギーは50- 75 m、スペインは12 - 56 m、イタリアは35 - 50mを直線部の設置間隔としている。
もし等間隔に設置した場合、曲線半径が小さい区間では視線誘導標の間隔が視覚的に広く見えるため、視線誘導の効果が低下する。そのため、平面線形に関係なく視覚的に一定の間隔で視線誘導標が見えるようにするための標準設置間隔(S)は道路の曲線半径(R)に応じて次式の関係になるよう設置するのが良い。
{\displaystyle S=1.1{\sqrt {R-15}}}
この式に基づき曲線半径と設置間隔は以下の関係になる。
| 曲線半径(m) | 設置間隔(m)          |
| ----------- | -------------------- |
| ～50        | 5                    |
| 51～80      | 7.5                  |
| 81～125     | 10                   |
| 126～180    | 12.5                 |
| 181～245    | 15                   |
| 246～320    | 17.5                 |
| 321～405    | 20                   |
| 406～500    | 22.5                 |
| 501～650    | 25                   |
| 651～900    | 30                   |
| 901～1200   | 35                   |
| 1201～1550  | 40                   |
| 1551～1950  | 45（一般道路では40） |
| 1951～      | 50（一般道路では40） |

ただし、高速自動車国道等でインターチェンジ、サービスエリアおよびパーキングエリア等のランプウェイおよび変速車線では走行速度が低く、曲線半径650 m以上の区間が比較的少ないため、最大設置間隔を50 mとすると設置基数が少なくなり、連続性を保てなくなることから最大設置間隔は25 mとする。
なお、クロソイド曲線など緩和曲線を用いている曲線の遷移地点においては、設置数を増やすことで滑らかにすりつけるものとする。一方で、緩和曲線を用いず曲線から直線へ移行する場合は上式で求められたSを用いて、曲線と直線の遷移から2S・5S・11Sに3基設置することをもってすりつけることとする。
車道幅員や車道部の幅員構成が変化する区間や交通島に設置する場合は的確に視線誘導できるよう設置間隔を定める。また、縦断線形（勾配）が急変する場所で不連続に見えてしまう場合は設置間隔を調整する。防護柵などに併設する場合の設置間隔は、支柱などの位置を考慮して視線誘導効果を損なわない範囲で調整する。
積雪が多い地域では視線誘導標に着雪して全く効果が得られなくなる問題があり、この問題を解決するには反射面を45°下に傾け、視線誘導標の上部を雪が地面に落ちやすい「片流れ形状」とすることで着雪を防ぐことが提案されている。

## 施工と設置方法
視線誘導標の施工にあたっては自動車運転者に対して注意を促す必要はあるのに加え、一般道路においては特に歩行者に対して安全に配慮する必要がある。また、設置後は建築限界等の支障が生じず適切な位置・間隔で設置されていること、反射器や取付金具に緩みが生じていないこと、高さや角度が適切であること、傷・汚れ・傾きや現場の復旧に瑕疵が生じていないことを確認する。
土中に埋め込む場合は支柱の設置穴を掘り埋め戻す方法と、支柱を打ち込む方法に分けられる。前者では底部を十分に突き固めた後、鉛直に建柱し、埋め戻し時も十分に突き固めしなければならない。後者の場合は支柱の傾きや地下埋設物に気を付けつつ、支柱の頭部に損傷を与えないように打ち込む。
コンクリート基礎とする場合は周囲を十分に突き固め、支柱が傾斜または沈下するおそれのないようにする。コンクリート構造物の中に設置する場合は鉄筋コンクリートであれば配筋に配慮しつつ、支柱の回転や引抜に対する処置も行う必要がある。また、ベースプレートを用いる場合はアンカーボルトの定着を確実に行い、ベースプレートと構造物の間は密着させる。

設置方法としてはそのほか、壁面に取り付けるタイプ、ガードレールのビームに差し込むタイプなど様々なパターンがみられる。ガードレールに取り付ける場合は親子バンドで固定するもの、ガードレールの頭部にキャップをして取り付けるもの、2枚のビームの間に差し込むものがみられる。

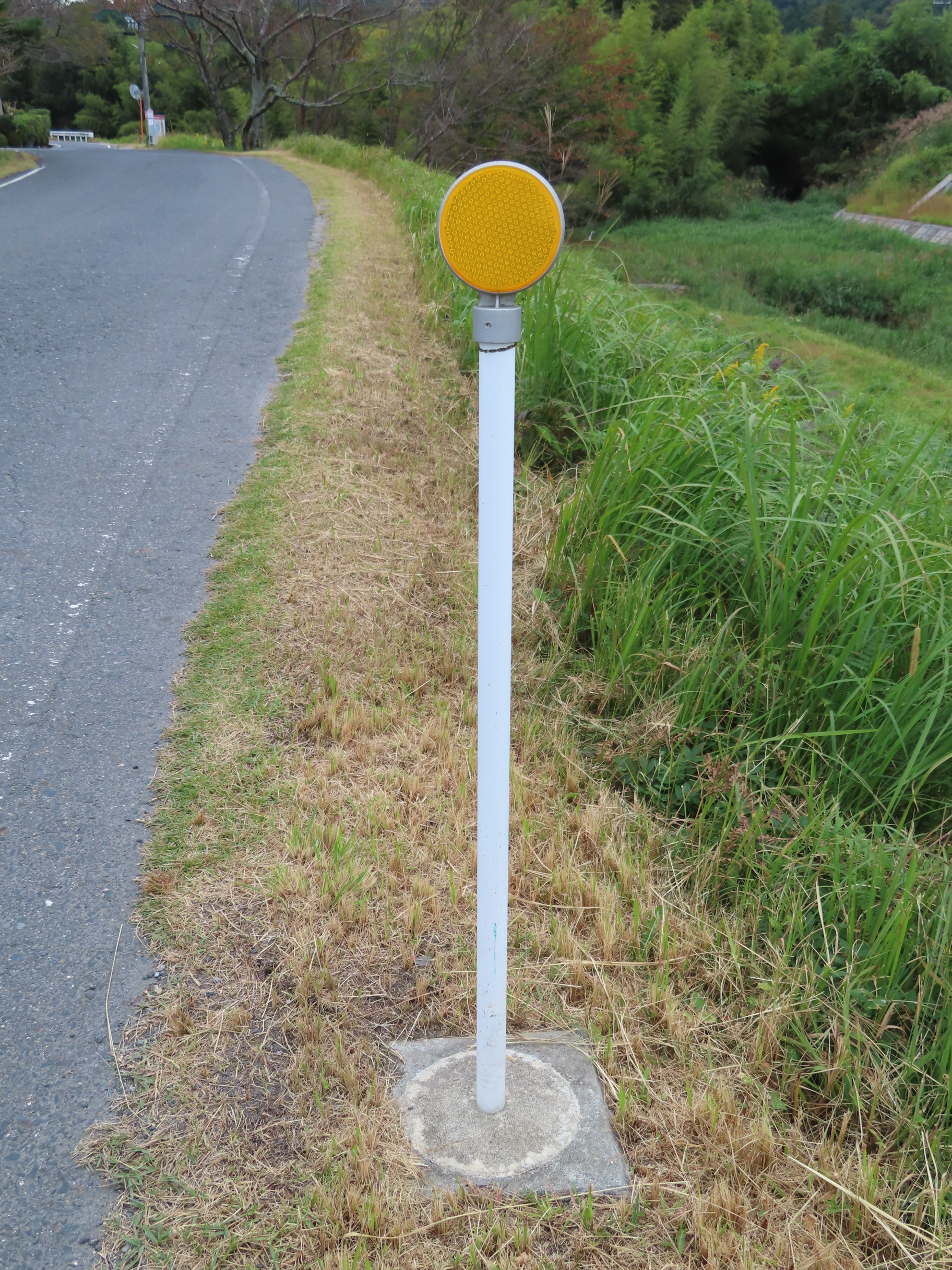
支柱の下端に基礎を設けたもの
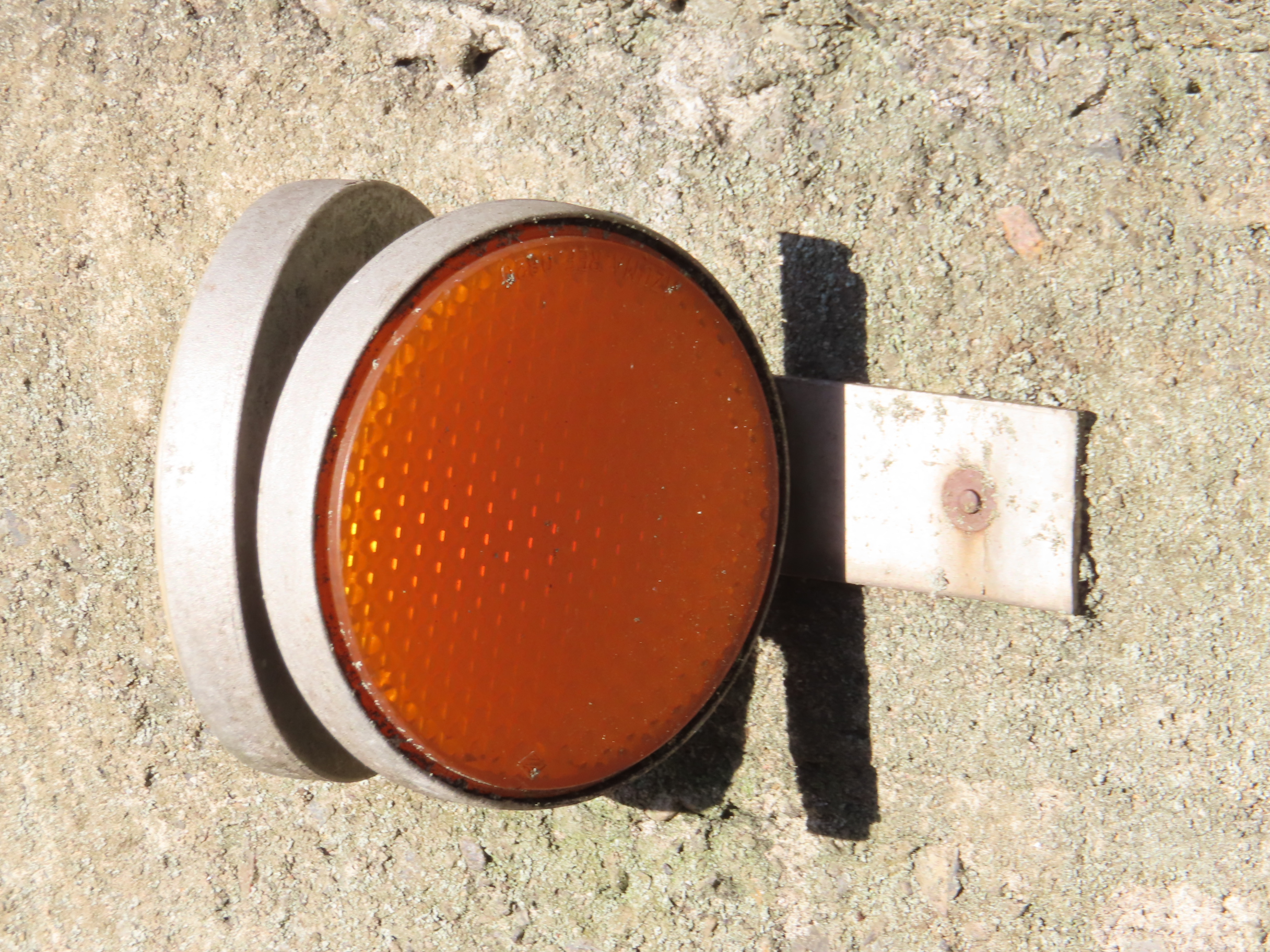
壁面に取り付けたもの
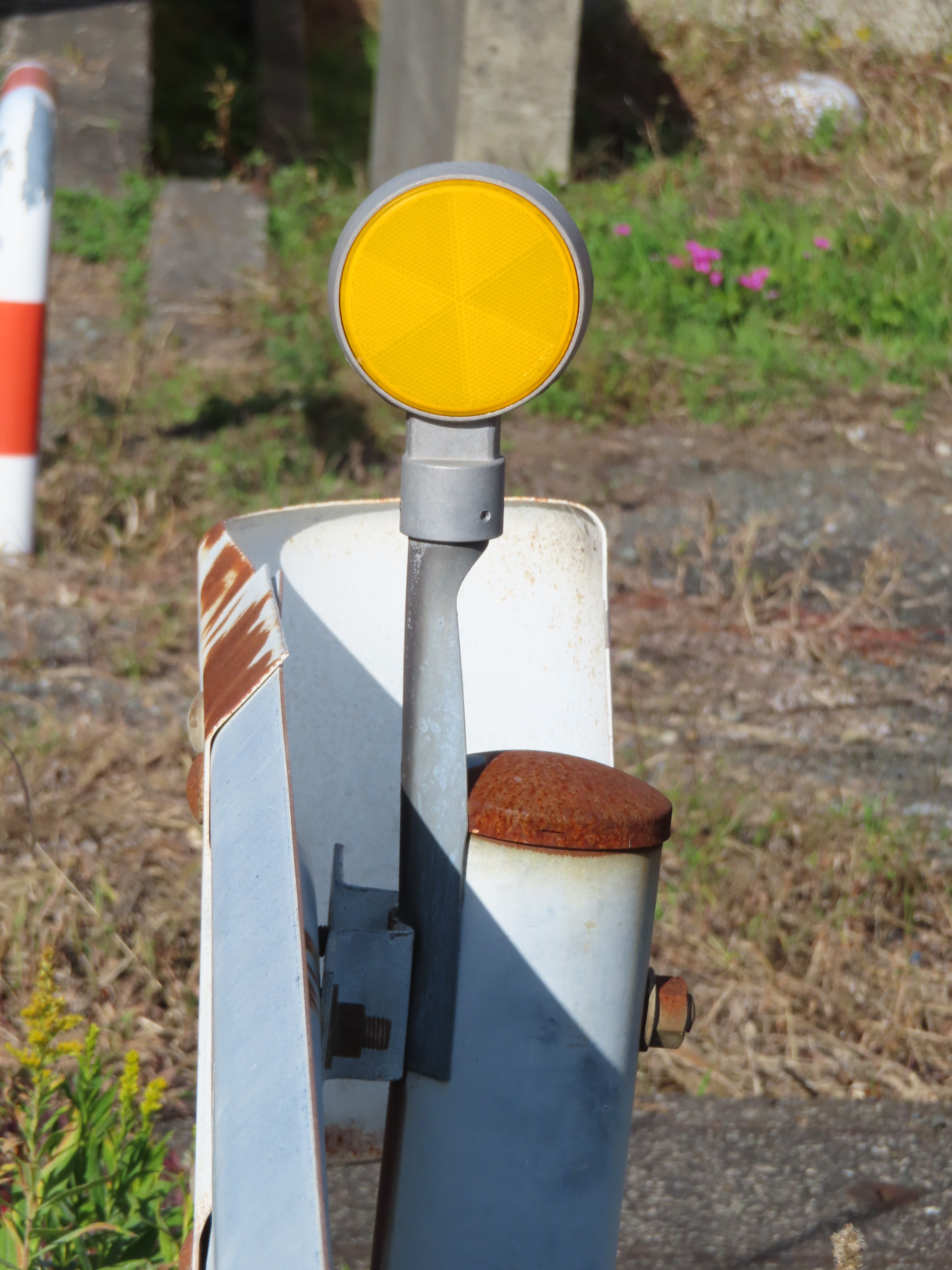
ガードレールに挟み込んで設置したもの
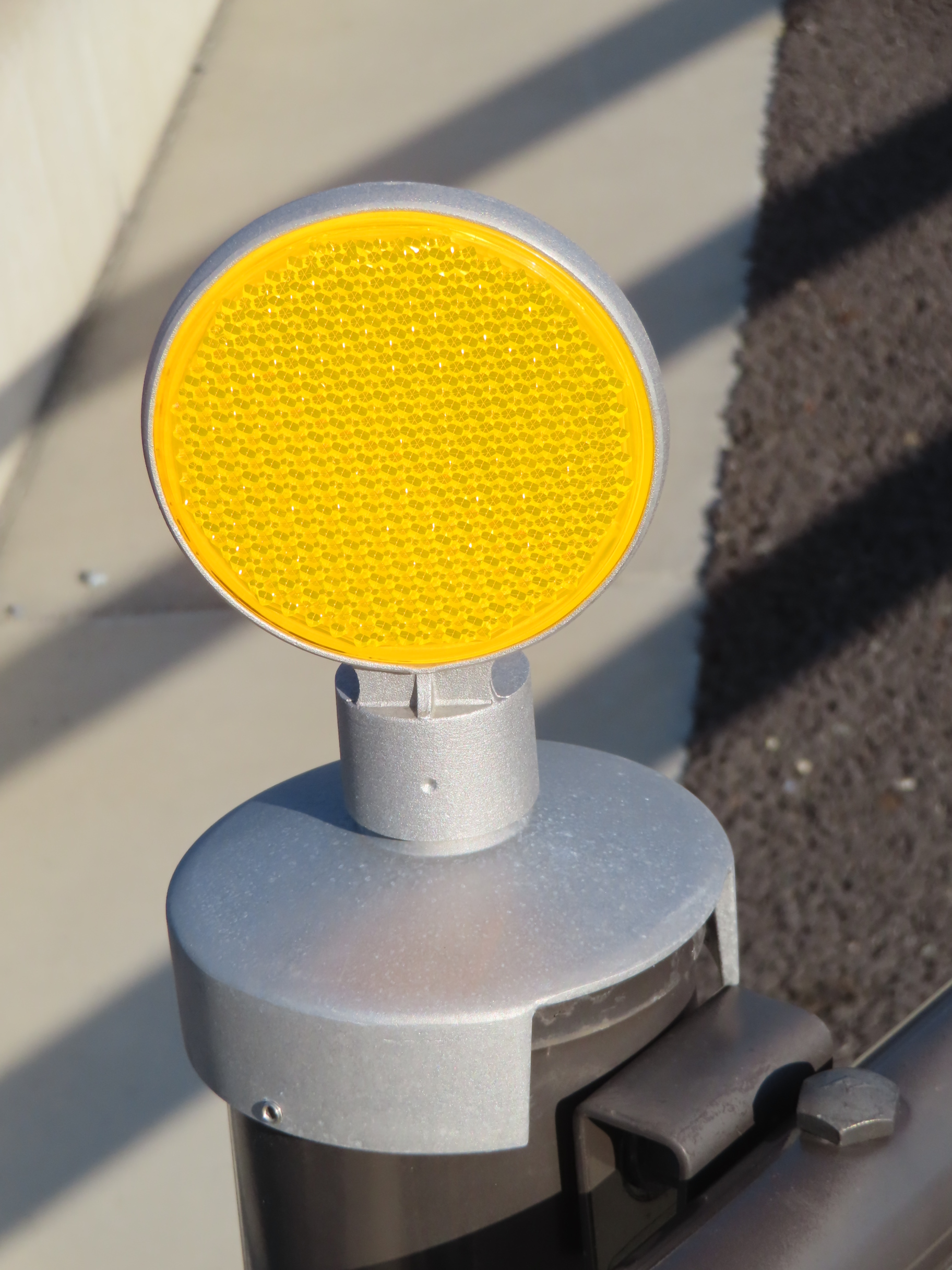
ガードレール頭部にキャップで取り付けたもの

## 維持管理
視線誘導標は通常の巡回で異状がないか確認し、必要に応じて反射状況や固定状況、破損や汚れや傾き、雑草などで見えなくなっていないかなどを点検する。積雪地域においては融雪後速やかに点検する。
清掃が必要な場合は、反射体の方向を変えたり反射面を傷つけないように気を付けながら行う。トンネルや交通量が多い場所のように反射性能が損なわれやすい場所はプロペラとブレードが付いた防塵視線誘導標が有効である。
補修は、簡易的なことで可能であれば現場で対応するが、破損して現場で補修が難しい場合は撤去・新設する。そのため、道路管理者の事務所ではある程度のストックを持っておくのが望ましい。長期間の使用によって支柱の腐食や反射体の反射性能の劣化を考え、必要に応じて更新していく。

## 沿革
日本では昭和30年代に各機関において設置基準を制定し、一部の道路にのみ視線誘導標が設置されていた状態であった。
その後、1963年（昭和38年）に名神高速道路が開通するにあたって最大50 m間隔で視線誘導標が設置された。名神高速道路に当初設置されたものは支柱は鉄製、反射体は直径6 - 7.5 cmの合成樹脂製で、夜間・降雪・霧発生など以外の必要な時を除いてできる限り目立たないよう設計された。防護柵より外側50 cmの位置に設置し、高さ120 cmで埋め込みは50 cm以上とした。
全国的に視線誘導標の設置基準を統一するため1967年（昭和42年）に建設省道路局（当時）から「視線誘導標設置基準」を通達し、その後1984年（昭和59年）に反射体の性能向上や施工・維持管理を盛り込んで通達の改定が行われた。それ以後、「視線誘導標設置基準」の改定は行われていないが、視線誘導標として反射シートを防護柵に貼り付けることで代用する例や景観に配慮してダークブラウンの塗装が行われるなど新たな取り組みが行われている。